# Brigada Paracaidista Ramcke
La Brigada Paracaidista Ramcke (en alemán: Fallschirmjäger-Brigade Ramcke) era una brigada paracaidista de la Luftwaffe (Fallschirmjäger) que entró en acción en el Teatro del Mediterráneo durante la Segunda Guerra Mundial.

## Historial de operaciones
La brigada se formó en 1942 y fue enviada para unirse al Afrika Korps en el norte de África. La unidad de Ramcke luchó durante el asalto del Afrika Korps hacia el Canal de Suez, luchando junto a la 25.ª División de Infantería italiana Bolonia antes de que las tropas británicas se fortificaran cerca de la ciudad de El Alamein. El ataque británico resultó en la separación de la Brigada de las fuerzas alemanas y, al carecer de transporte motorizado, no pudo moverse tan rápido como las líneas de batalla. Sufriendo grandes pérdidas (alrededor de 450) luchando rodeados por todos lados, capturaron un convoy de suministros británico que transportaba alimentos y combustible, sobre el cual Ramcke comentó más tarde que la sorpresa más bienvenida fue el tabaco y los artículos de lujo. Utilizando esos camiones, unos 600 supervivientes regresaron a las líneas alemanas.
Más tarde, la brigada emprendió la retirada a Túnez. Ramcke fue trasladado de regreso a Alemania, donde recibió las Hojas de Roble para su Cruz de Caballero y el mando pasó al Mayor Hans Kroh. La brigada restante formó parte de la capitulación del ejército panzer alemán en África en mayo de 1943.

## Organización
Estructura de la brigada en octubre de 1942:

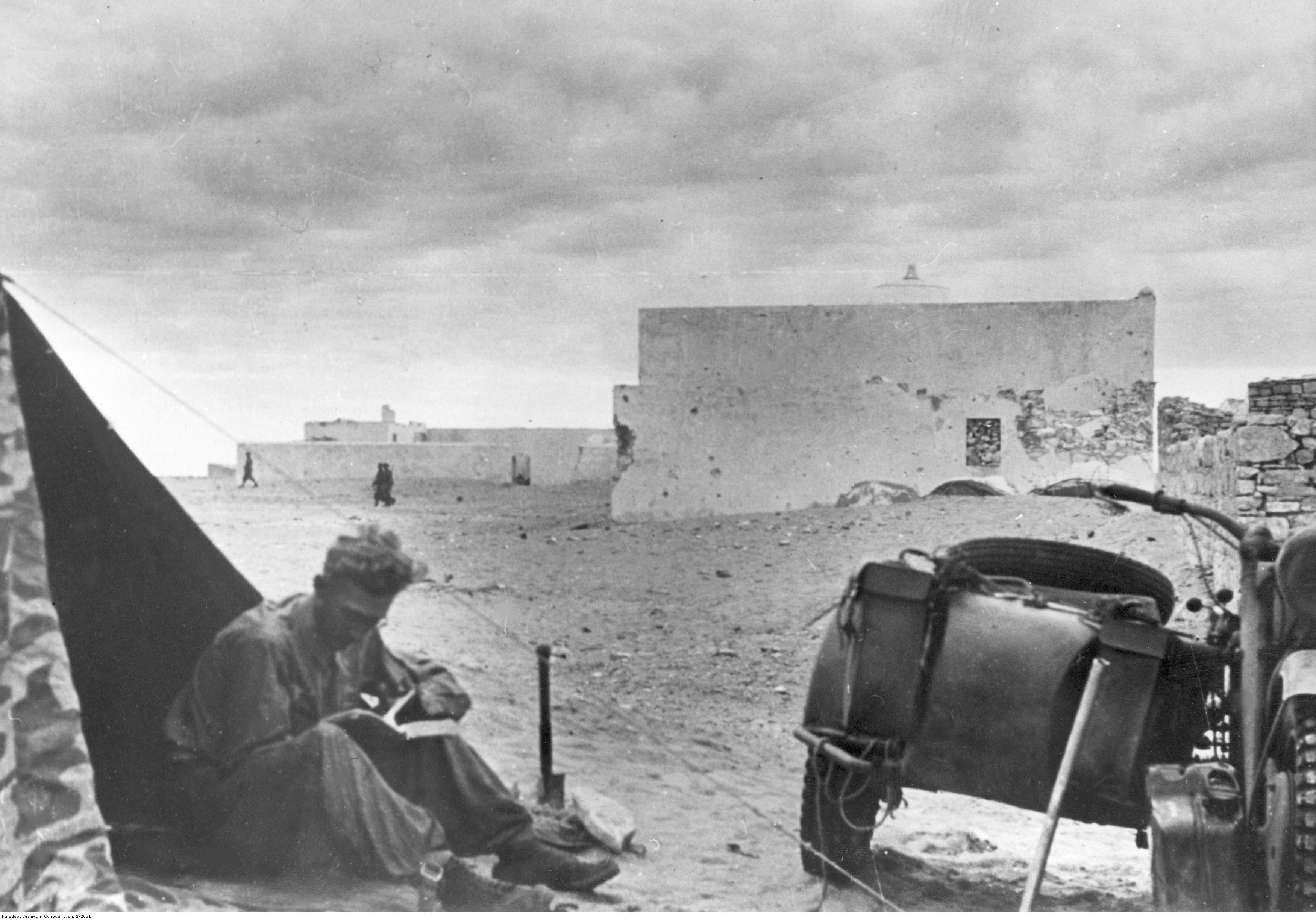
Paracaidistas de la brigada Ramcke en el norte de África, enero de 1943.

- Paracaidistas de la brigada Ramcke en el norte de África, enero de 1943.Cuartel general bajo el mando del generalmajor Hermann-Bernhard Ramcke
- 1.º Batallón, 2.º Regimiento de Paracaidistas
- 1.º Batallón, 3.º Regimiento de Paracaidistas
- 2.º Batallón, 5.º Regimiento de Paracaidistas
- 4.º Batallón de Entrenamiento de Paracaidistas
- 2.º Batallón, 7.º Regimiento de Artillería Paracaidista
- Una compañía, 7.º Batallón de Cazacarros
- 2.ª Compañía, Batallón de Pioneros de Paracaidistas
- Un pelotón de señales de paracaídas
- Compañía Médica

## Comandantes
- Teniente general (más tarde General der Fallschirmtruppen) Hermann-Bernhard Ramcke (1 de abril de 1942 - 18 de noviembre de 1942)
- Oberstleutnant Hans Kroh (18 de noviembre de 1942 - 18 de febrero de 1943)